# الكنبانية
الكَنْبَانِيَة (بالإسبانية: La Campiña)‏ هي إحدى التقسيمات السبعة التقليدية لمقاطعة إشبيلية، تبلغ مساحتها نحو 5.000 كم2، ويبلغ أقصى ارتفاع فيها 600 م. وهي تقابل تقريبًا إقليم الكنبانية الذي كان معمولا به في فترة الحكم العربي للأندلس.